# Hanley Castle
Hanley Castle ist die Ruine einer Burg im gleichnamigen Dorf zwischen den Städten Malvern und Upton-upon-Severn in der englischen Grafschaft Worcestershire. Burgruine und Dorf liegen nahe dem Fluss Severn.

## Geschichte
Im 12. Jahrhundert wurde die dicht bewaldete Gegend Sitz der Verwaltung der Malvern Chase, eines königlichen Jagdgebietes zwischen den Malvern Hills und dem Fluss Severn.
Dort gab es einst eine normannische Burg, die Johann Ohneland 1206–1212 als Jagdschloss in der Nähe des heutigen Dorfes erbauen ließ. Im Jahre 1216 verlehnte es König Heinrich III. an Gilbert de Clare, 4. Earl of Hertford, und es blieb bis 1314 in den Händen der mächtigen Familie de Clare.
Danach ging die Burg durch die Hände unterschiedlicher Eigner und fiel schließlich zusammen mit der Grundherrschaft 1487 an die Krone. In der Folge verfiel die Burg langsam und wurde daher in der Regierungszeit König Heinrichs VIII. größtenteils abgerissen. Das Mauerwerk des einzig verbleibenden Turms soll 1795 zur Reparatur der Severn-Brücke in Upton upon Severn verwendet worden sein.
Ein modernes Haus, das auf demselben Stück Land stand, brannte im Januar 1904 nieder.
Einige wenige Spuren der alten Burg sind erhalten, ein trockener Burggraben und ein Mound. Das Gelände ist mit hohen Koniferen bewachsen.